# Džejms Makferson
Džejms Makferson (engl. James Macpherson, na škotskom gelskom jeziku Seumas Mac a' Phearsain ili Seumas MacMhuirich; 27. oktobar 1736 — 17. februar 1796) je bio škotski pisac, pesnik, kolekcionar književnih dela i političar, poznat kao "prevodilac" Osijanovog ciklusa pesama.

## Spoljašnje veze
- Literary Encyclopedia: Ossian
- Significant Scots
- Popular Tales of the West Highlands by J. F. Campbell Volume IV (1890)
- The Poetical Works of Ossian at the Ex-Classics Web Site
- Legendarni pesnik Osijan (Politika, 2023)
- James Macpherson на сајту Пројекат Гутенберг (језик: енглески)